# Tribunal Tributário de Lisboa
O Tribunal Tributário de Lisboa é um tribunal português, sediado em Lisboa, pertencente à jurisdição tributária.
Este tribunal tem jurisdição sobre os seguintes municípios:
- Lisboa (sede)
- Alenquer
- Arruda dos Vinhos
- Azambuja
- Cadaval
- Loures
- Lourinhã
- Mafra
- Odivelas
- Sobral de Monte Agraço
- Torres Vedras
- Vila Franca de Xira

O Tribunal Tributário de Lisboa está integrado na área de jurisdição do Tribunal Central Administrativo Sul.